# ساگیری کیتائو
ساگیری کیتائو (متولد ۱۹۷۲ میلادی)، اقتصاددان اهل ژاپن و استاد دانشگاه توکیو است.

## حرفه
کیتائو در ۱۹۷۲ میلادی در استان ساییتاما، ژاپن به‌دنیا آمد. او در ۱۹۹۶ میلادی از دانشگاه واسدا فارغ‌التحصیل شد. کتیاو در شرکت گلدمن ساکس، نخست در بخش سرمایه‌گذاری بانکی کار نموده و بعداً، قبل از ترک این شرکت در ۱۹۹۹ میلادی، به بخش درآمد ثابت منتقل گردید. پس از مدتی کار در گلدمن ساکس، او برای ادامه تحصیلات دوباره به حوزه آموزشی برگشت.
او مدرک MPA/ID (فوق لیسانس در اداره عامه/توسعه بین‌الملل) خود را در سال ۲۰۰۱ میلادی از مدرسه حکومت جان اف. کندی در دانشگاه هاروارد، کسب کرد. پس از آن، او در دانشگاه نیویورک پذیرفته شده و با دریافت مدرک دکترای تخصصی (PhD) تحت سرپرستی توماس جی. سارجنت و جیانلوکا ویولانتی در ۲۰۰۷ میلادی از این دانشگاه فارغ‌التحصیل گردید.
پس از فراغت از دانشگاه نیویورک، کیتائو از ۲۰۰۷ تا ۲۰۰۹ میلادی به عنوان استادیار در دانشگاه کالیفرنیای جنوبی خدمت کرد. پس از آن او در بانک فدرال رزرو نیویورک به عنوان اقتصاددان مشغول کار شده و بعدتر به عنوان اقتصاددان ارشد تا ۲۰۱۱ میلادی در این اداره خدمت نمود. او از ۲۰۱۱ تا ۲۰۱۵ میلادی به عنوان دانشیار در دانشکده اقتصاد دانشگاه شهری نیویورک کار کرد. او به عنوان استاد دانشگاه کیئو (۲۰۱۵ تا ۲۰۱۸ میلادی) به ژاپن برگشت. اکنون او به عنوان استاد در دانشکده اقتصاد دانشگاه توکیو مشغول خدمت است.
او در ۲۰۱۶ میلادی جایزه ناکاهارا را دریافت نموده و به نخستین زنی مبدل شد که این جایزه را به‌دست می‌آورد.

## تدریس
کیتائو در دانشگاه‌های معروف زیادی از جمله دانشگاه نیویورک، دانشگاه کالیفرنیای جنوبی و دانشگاه توکیو مضامین مرتبط با اقتصاد کلان را تدریس نموده‌است. در دانشگاه نیویورک، او مضامین اقتصاد کلان و اقتصاد کلان پیشرفته را در برنامه‌های دکترای رشته اقتصاد تدریس می‌کرد. در دانشگاه کیئو در ژاپن، او به تدریس مضامین مختلف در سطح لیسانس و فوق لیسانس می‌پرداخت. این مضامین متمرکز بر مفاهیم اقتصاد کلان از جمله پول، بانکداری و اقتصاد بین‌الملل بود. در دانشگاه توکیو، او مضمون بازار بین‌المللی را در سطح لیسانس و مضمون مدل‌های عوامل ناهمزاد در اقتصاد کلان را در سطح فوق لیسانس تدریس می‌کرد. شغل او به او این امکان را داده‌است تا در تعداد زیادی از مؤسسات ردهٔ بلند تدریس نماید.

## تحقیقات
تحقیقات ساگیری کیتائو اساساً متمرکز بر حوزه اقتصاد کلان است. او همچنین موضوعاتی چون مالیات بر درآمد، توزیع ثروت و نابرابری، امنیت اجتماعی، بیمه پزشکی، بیمه بیکاری، گذار جمعیتی، بیمه معلولیت، کارآفرینی و اقتصاد ژاپن را مورد مطالعه قرار می‌دهد.
ساگیری کیتائو تعداد زیادی از موضوعات مرتبط با اقتصاد کلان را مورد مطالعه قرار داده‌است. تاریخچه پژوهش وی شامل موضوعات پژوهشی زیادی در مورد ژاپن است. از ۲۰۱۵ میلادی تاکنون، او هفت مقاله در مورد سیاست‌های مختلفی که بر اقتصاد ژاپن تأثیر می‌گذارد، منتشر نموده‌است. تازه‌ترین پژوهش وی که دارای عنوان «بلاتکلیفی سیاست و هزینه تأخیر اصلاحات: مورد ژاپن مُسن» است در ژانویه ۲۰۱۸ در رویو آف ایکنامیک دینامیکس منتشر گردید. اخیراً او دو مقاله مشترکاً با سلهاتین امروهوروگلو و توماوکی یامادا منتشر کرده‌است. در مارس ۲۰۱۷، او مقاله «چه زمانی ما اصلاحات بازنشستگی را در ژاپن مُسن شروع خواهیم کرد؟» را در ایکنامیک رویوی ژاپن منتشر نمود، مقاله‌ای که مبتنی بر نطق علمی جایزه ناگاهارای وی بود. این مقاله روی این بحث می‌نماید که چگونه برخی اصلاحات مشخص می‌تواند عمر بازنشستگی را سه سال بلندتر نموده و نرخ جابجایی را ۲۰ درصد کاهش دهد. او سپس به این مبحث می‌پردازد که چگونه تأخیر آن از ۲۰۲۰ به ۲۰۳۰ و بعد به ۲۰۴۰ می‌تواند برای شهروندان آینده ژاپن، بار مالیاتی را ۸ درصد افزایش و میزان رفاه آن‌ها را ۳ درصد کاهش دهد.
با ملاحظه اوضاع وخیم کووید-۱۹، ساگیری کیتائو پژوهش‌های انجام داده و مقاله «تأثیرات کووید-۱۹ بر بازار کار و نابرابری در ژاپن» (新型コロナ危機による労働市場への影響と格差の拡大) را همراه با شینوسوک کیکوچی و مینامو میکوشیبا منتشر کرد. این مقاله در رابطه با این‌که پاندمی کنونی چگونه بر بازار کار در ژاپن تأثیر داشته‌است بحث نموده و بر نابرابری در میان جامعه ژاپنی تأکید می‌کند. این مقاله در فصل پانزدهم اقتصاد بحران کووید-۱۹ توسط کی. کوبایاشی و ام. موریکاوا، نسخه نیکی (Nikkei)، ۲۰۲۰ (『コロナ危機の経済学』（小林・森川編）日本経済新聞出版、۲۰۲۰年) گنجانده شده‌است.